# Esternón
El esternón ([TA]: Sternum) o quilla en algunos animales es un hueso del tórax, plano, impar, central y simétrico (por lo general), compuesto por varias piezas soldadas (esternebras). El esternón ayuda a proteger al corazón y el borde anterior de los pulmones.

## En seres humanos
El esternón está formado por tres partes, el mango o manubrio, el cuerpo y el apófisis o proceso xifoides, que tiene una forma muy variable. El manubrio y el cuerpo se articulan en una sínfisis formando el llamado ángulo esternal (ángulo de Louis), la cual puede osificarse. El apéndice (o apófisis) xifoides tiene un tamaño indefinido (puede variar según la persona, la edad...) y experimenta una osificación a partir de los 40 años formándose una sínfisis donde antes había una sincondrosis esternoxifoidea. Tiene dos caras, la anterior y posterior; dos bordes laterales; y dos extremos, el superior o base y el inferior o vértice.
El esternón se encuentra en la parte media y anterior del tórax, se articula en su parte superior con las clavículas y en sus bordes laterales se articulan por una parte las costillas verdaderas mediante el cartílago esternocondral mientras que por otra se articulan las falsas mediante un solo cartílago, que se une a la 7.ª, 8.ª, 9.ª y 10.ª costilla.
La articulación del mango con el cuerpo es del tipo sínfisis y forma un ángulo bastante pronunciado (de 35° aproximadamente) llamado ángulo de Louis a la altura de la segunda costilla, la articulación más importante que realiza es con la primera costilla y con la clavícula formando el tipo de articulación denominada esternocostoclavicular que en huesos adultos puede llegar a osificarse y quedan totalmente unidas la primera costilla y el esternón, por lo tanto el mango posee dos superficies articulares para dichos huesos.
En la parte alta del esternón (base) se encuentra la escotadura esternal (o yugular), la cual funge como un borde libre. Es posible tocar este borde del esternón justo debajo de donde termina el cuello. A los lados se encuentran las escotaduras claviculares dónde se articulan las clavículas, una a cada lado.
En el cuerpo hay tres estriaciones llamadas crestas que son una huella del periodo de osificación embrionario.
En cuanto a las diferencias de sexo el masculino suele ser más grande, alargado y estrecho.
Las escotaduras son los sitios de unión entre los cartílagos costales y el esternón.

## Articulaciones

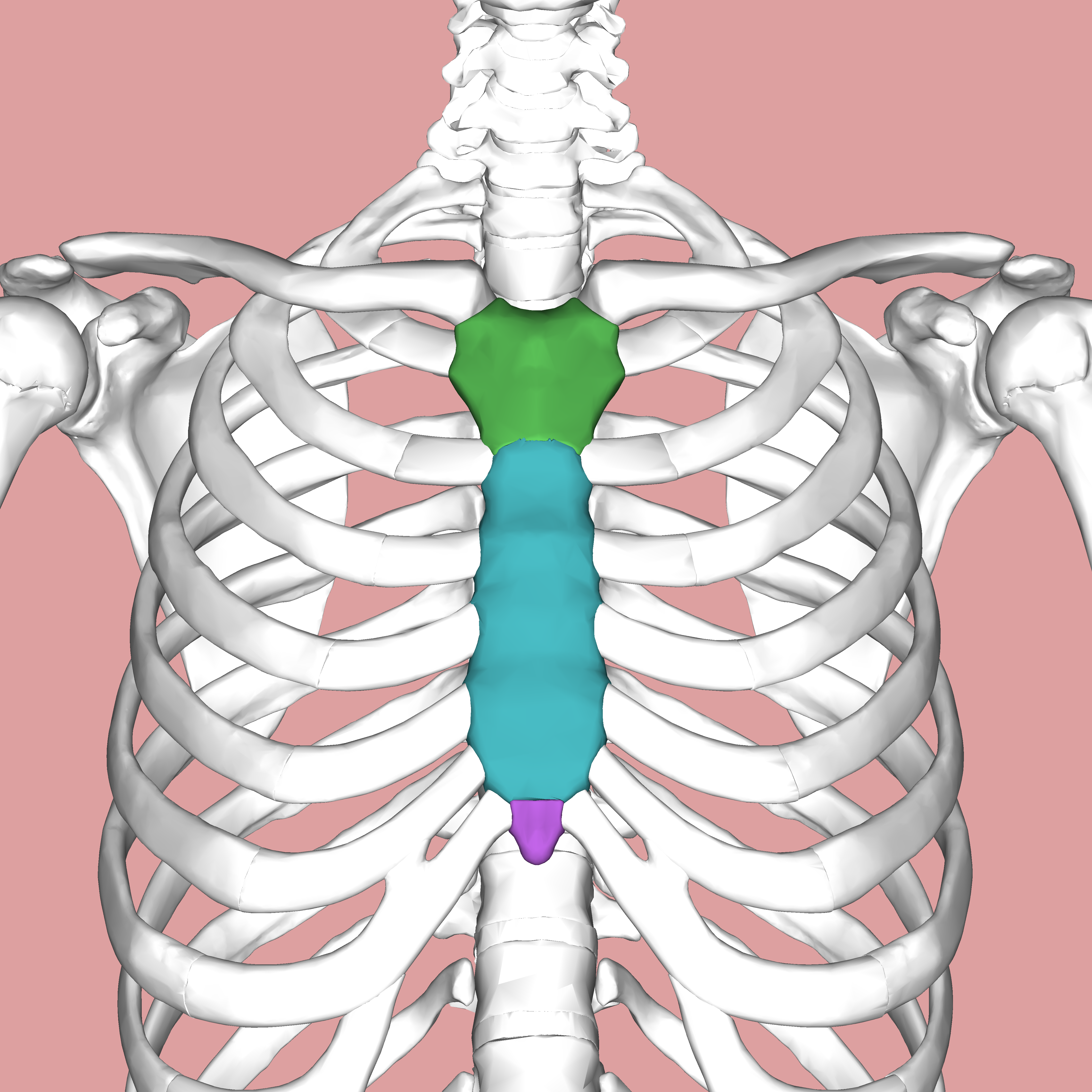
Partes del esternón: manubrio (verde), cuerpo (azul) y apéndice xifoides (morado).

Los cartílagos costales de las siete primeras costillas se unen con el esternón formando las articulaciones esternocostales. El cartílago costal de la segunda costilla se articula con el esternón en el ángulo esternal por lo que es fácil de localizar. La clavícula derecha se articula con la muesca esternal derecha y la clavícula izquierda se articulada con la muesca esternal izquierda, respectivamente.

## Malformaciones
Hay dos tipos de malformaciones en el esternón: tórax en quilla y tórax en embudo.

## Dolor retro-esternal
El dolor retro-esternal, es un tipo de dolor característico de la afectación del corazón (isquemia cardíaca), consiste en un dolor opresivo, frecuentemente  irradiado al hombro, al brazo, al cuello o al epigastrio.

## En los animales
El esternón en la anatomía de los vertebrados, es un hueso plano que se encuentra en la parte media frontal de la caja torácica. Es de origen endocondral. Probablemente primero se desarrolló tempranamente en los tetrápodos como una extensión de la cintura escapular. No se encuentra en los peces. En los anfibios y reptiles es típicamente una estructura en forma de escudo, a menudo compuesto enteramente de cartílago. Está ausente en las tortugas y serpientes. En las aves es un hueso relativamente grande y, por lo general, tiene la forma de una enorme quilla que sobresale, a la que están unidos los músculos utilizados en el vuelo. Solo en los mamíferos el esternón toma una forma alargada, y está segmentado como en los seres humanos.

## En quelicerados
En arácnidos, el esternón es la porción ventral (inferior) del cefalotórax. Consta de un esclerito, situado entre la coxa, frente al caparazón.